# Bơi lội tại Đại hội Thể thao Đông Nam Á 2013
Bơi lội tại Đại hội Thể thao Đông Nam Á năm 2013 diễn ra tại Trung tâm Thể thao Dưới nước Wunna Theikdi, thành phố Naypyidaw, Myanmar, từ ngày 12 đến ngày 16 tháng 12 năm 2013, trong khuôn khổ SEA Games lần thứ 27. Chương trình thi đấu bao gồm 32 nội dung thi đấu (16 nam, 16 nữ), tổ chức trong hồ bơi tiêu chuẩn dài 50 m.
Singapore tiếp tục khẳng định vị thế hàng đầu khu vực ở bộ môn bơi, giành hơn một phần ba số huy chương vàng tại đại hội.

## Lịch trình sự kiện
Tại Đại hội Thể thao Đông Nam Á năm 2013, môn bơi lội được tổ chức theo thể thức vòng loại – chung kết đối với hầu hết các nội dung. Tuy nhiên, một số nội dung được áp dụng thể thức chung kết tính giờ (timed final), tức mỗi vận động viên chỉ thi đấu một lượt duy nhất để xác định thành tích xếp hạng. Các nội dung này bao gồm: 800 m tự do nữ, 200 m ngửa nữ, 400 m hỗn hợp cá nhân nữ, 4×100 m tự do nữ, 4×200 m tự do nữ, 4×100 m hỗn hợp nữ; và 1500 m tự do nam, 4×100 m tự do nam, 4×200 m tự do nam, 4×100 m hỗn hợp nam. Các lượt vòng loại được tổ chức vào lúc 9 giờ sáng, trong khi các lượt chung kết diễn ra vào 6 giờ tối mỗi ngày, đảm bảo cấu trúc thi đấu nhất quán và thuận lợi cho vận động viên cũng như khán giả theo dõi.
| Nội dung         | Nội dung             | Nam         | Nữ          |
| Bơi ngửa         | 100 m                | 14 tháng 12 | 14 tháng 12 |
| Bơi ngửa         | 200 m                | 12 tháng 12 | 12 tháng 12 |
| Bơi ếch          | 100 m                | 13 tháng 12 | 13 tháng 12 |
| Bơi ếch          | 200 m                | 15 tháng 12 | 15 tháng 12 |
| Bơi bướm         | 100 m                | 14 tháng 12 | 14 tháng 12 |
| Bơi bướm         | 200 m                | 16 tháng 12 | 16 tháng 12 |
| Bơi tự do        | 50 m                 | 15 tháng 12 | 16 tháng 12 |
| Bơi tự do        | 100 m                | 13 tháng 12 | 12 tháng 12 |
| Bơi tự do        | 200 m                | 16 tháng 12 | 15 tháng 12 |
| Bơi tự do        | 400 m                | 14 tháng 12 | 13 tháng 12 |
| Bơi tự do        | 800 m (W) 1500 m (M) | 15 tháng 12 | 14 tháng 12 |
| Hỗn hợp cá nhân  | 200 m                | 13 tháng 12 | 12 tháng 12 |
| Hỗn hợp cá nhân  | 400 m                | 12 tháng 12 | 16 tháng 12 |
| Tiếp sức tự do   | 4x100 m              | 14 tháng 12 | 13 tháng 12 |
| Tiếp sức tự do   | 4x200 m              | 12 tháng 12 | 12 tháng 12 |
| Tiếp sức hỗn hợp | 4x100 m              | 16 tháng 12 | 15 tháng 12 |

## Tóm tắt kết quả

### Nam
| Nội dung                 | Vàng                                                                                | Vàng       | Bạc                                                                                          | Bạc      | Đồng                                                                                             | Đồng     |
| ------------------------ | ----------------------------------------------------------------------------------- | ---------- | -------------------------------------------------------------------------------------------- | -------- | ------------------------------------------------------------------------------------------------ | -------- |
| 50 m tự do               | Triady Fauzi Sidiq · Indonesia                                                      | 23.12      | Russell Ong · Singapore                                                                      | 23.14    | Gavin Alexander Lewis · Thái Lan                                                                 | 23.41    |
| 100 m tự do              | Triady Fauzi Sidiq · Indonesia                                                      | 49.99 GR   | Hoàng Quý Phước · Việt Nam                                                                   | 50.52    | Danny Yeo · Singapore                                                                            | 50.83    |
| 200 m tự do              | Hoàng Quý Phước · Việt Nam                                                          | 1:50.64    | Daniel Bego · Malaysia                                                                       | 1:51.10  | Quah Zheng Wen · Singapore                                                                       | 1:51.66  |
| 400 m tự do              | Daniel Bego · Malaysia                                                              | 3:54.89    | Hoàng Quý Phước · Việt Nam                                                                   | 3:57.73  | Tanakrit Kittaya · Thái Lan                                                                      | 3:59.00  |
| 1500 m tự do             | Lâm Quang Nhật · Việt Nam                                                           | 15:39.44   | Kevin Yeap · Malaysia                                                                        | 15:45.89 | Welson Sim · Malaysia                                                                            | 15:57.98 |
|                          |                                                                                     |            |                                                                                              |          |                                                                                                  |          |
| 100 m bơi ngửa           | I Gede Siman Sudartawa · Indonesia                                                  | 55.80      | Quah Zheng Wen · Singapore                                                                   | 56.11    | Ricky Anggawijaya · Indonesia                                                                    | 57.27    |
| 200 m bơi ngửa           | Ricky Anggawijaya · Indonesia                                                       | 2:03.44    | I Gede Siman Sudartawa · Indonesia                                                           | 2:04.10  | Zach Ong · Singapore                                                                             | 2:05.38  |
|                          |                                                                                     |            |                                                                                              |          |                                                                                                  |          |
| 100 m bơi ếch            | Radomyos Matjiur · Thái Lan                                                         | 1:03.06    | Indra Gunawan · Indonesia                                                                    | 1:03.18  | Joshua Hall · Philippines                                                                        | 1:03.32  |
| 200 m bơi ếch            | Nuttapong Ketin · Thái Lan                                                          | 2:13.32    | Radomyos Matjiur · Thái Lan                                                                  | 2:17.77  | Yap See Tuan · Malaysia                                                                          | 2:18.57  |
|                          |                                                                                     |            |                                                                                              |          |                                                                                                  |          |
| 100 m bơi bướm           | Joseph Schooling · Singapore                                                        | 52.67 GR   | Triady Fauzi Sidiq · Indonesia                                                               | 53.14    | Glenn Victor Sutanto · Indonesia                                                                 | 53.93    |
| 200 m bơi bướm           | Joseph Schooling · Singapore                                                        | 1:59.46    | Quah Zheng Wen · Singapore                                                                   | 2:01.65  | Matt Louis Navata · Philippines                                                                  | 2:04.20  |
|                          |                                                                                     |            |                                                                                              |          |                                                                                                  |          |
| 200 m hỗn hợp cá nhân    | Joseph Schooling · Singapore                                                        | 2:00.82 GR | Trần Duy Khôi · Việt Nam                                                                     | 2:03.81  | Nuttapong Ketin · Thái Lan                                                                       | 2:05.06  |
| 400 m hỗn hợp cá nhân    | Quah Zheng Wen · Singapore                                                          | 4:23.45    | Nuttapong Ketin · Thái Lan                                                                   | 4:23.63  | Trần Duy Khôi · Việt Nam                                                                         | 4:25.34  |
|                          |                                                                                     |            |                                                                                              |          |                                                                                                  |          |
| 4×100 m tiếp sức tự do   | Singapore · Clement Lim · Danny Yeo Kai Quan · Darren Lim · Joseph Schooling        | 3:21.74 GR | Malaysia · Lim Ching Hwang · Welson Sim · Vernon Lee · Daniel Bego                           | 3:26.98  | Thái Lan · Napat Wesshasartar · Papungkorn Ingkanont · Cholawat Phoduang · Sarit Tiewong         | 3:27.17  |
| 4×200 m tiếp sức tự do   | Singapore · Joseph Schooling · Danny Yeo Kai Quan · Pang Sheng Jun · Quah Zheng Wen | 7:26.67 GR | Malaysia · Lim Ching Hwang · Kevin Yeap · Daniel Bego · Welson Sim                           | 7:27.32  | Indonesia · Triady Fauzi Sidiq · Putera Muhammad Randa · Alexis Wijaya Ohmar · Ricky Anggawijaya | 7:35.13  |
| 4×100 m tiếp sức hỗn hợp | Singapore · Quah Zheng Wen · Christopher Cheong · Joseph Schooling · Clement Lim    | 3:43.62    | Thái Lan · Kasipat Chograthin · Radomyos Matjiur · Supakrid Pananuratana · Cholawat Phoduang | 3:47.94  | Malaysia · Tern Jian Han · Yap Kah Choon · Daniel Bego · Lim Ching Hwang                         | 3:48.74  |

### Nữ
| Nội dung                 | Vàng | Vàng       | Bạc | Bạc     | Đồng | Đồng    |
| ------------------------ | --- | ---------- | --- | ------- | --- | ------- |
| 50 m tự do               | Amanda Lim · Singapore | 25.69 GR   | Natthanan Junkrajang · Thái Lan | 25.80   | Jenjira Srisaard · Thái Lan | 25.90   |
| 100 m tự do              | Natthanan Junkrajang · Thái Lan | 56.23      | Quah Ting Wen · Singapore | 56.54   | Jasmine Alkhaldi · Philippines | 56.63   |
| 200 m tự do              | Natthanan Junkrajang · Thái Lan | 2:01.03    | Quah Ting Wen · Singapore | 2:01.74 | Lynette Lim · Singapore | 2:02.62 |
| 400 m tự do              | Benjaporn Sriphanomthorn · Thái Lan                                                                                                 | 4:14.23    | Nguyễn Thị Ánh Viên · Việt Nam | 4:16.06 | Lynette Lim · Singapore | 4:21.24 |
| 800 m tự do              | Khoo Cai Lin · Malaysia | 8:49.51    | Benjaporn Sriphanomthorn · Thái Lan | 8:49.61 | Nguyễn Thị Ánh Viên · Việt Nam | 8:52.77 |
|                          | |            | |         | |         |
| 100 m bơi ngửa           | Tao Li · Singapore | 1:02.47    | Nguyen Thi Anh Vien · Việt Nam | 1:02.76 | Natthanan Junkrajang · Thái Lan | 1:04.03 |
| 200 m bơi ngửa           | Nguyen Thi Anh Vien · Việt Nam | 2:14.80 GR | Yessy Venisia Yosaputra · Indonesia | 2:20.35 | Meagan Lim · Singapore | 2:21.19 |
|                          | |            | |         | |         |
| 100 m bơi ếch            | Christina Loh · Malaysia | 1:10.55    | Chavunnooch Salubluek · Thái Lan | 1:11.35 | Phiangkhwan Pawapotako · Thái Lan | 1:12.68 |
| 200 m bơi ếch            | Christina Loh · Malaysia | 2:32.56    | Chavunnooch Salubluek · Thái Lan | 2:34.21 | Samantha Yeo · Singapore | 2:34.27 |
|                          | |            | |         | |         |
| 100 m bơi bướm           | Tao Li · Singapore | 59.87      | Quah Ting Wen · Singapore | 1:00.34 | Jasmine Alkhaldi · Philippines | 1:01.76 |
| 200 m bơi bướm           | Patarawadee Kittiya · Thái Lan | 2:13.83    | Quah Ting Wen · Singapore | 2:14.42 | Tao Li · Singapore | 2:14.51 |
|                          | |            | |         | |         |
| 200 m hỗn hợp cá nhân    | Nguyễn Thị Ánh Viên · Việt Nam | 2:16.20    | Phiangkhwan Pawapotako · Thái Lan | 2:17.59 | Meagan Lim · Singapore | 2:20.38 |
| 400 m hỗn hợp cá nhân    | Nguyễn Thị Ánh Viên · Việt Nam | 4:46.16 GR | Ressa Kania Dewi · Indonesia | 4:59.49 | Meagan Lim · Singapore | 5:01.74 |
|                          | |            | |         | |         |
| 4×100 m tiếp sức tự do   | Thái Lan · Jenjira Srisaard (57.73) · Patarawadee Kittaya (57.77) · Benjaporn Sriphanomthorn (56.36) · Natthanan Junkrajang (55.80) | 3:47.66    | Singapore · Quah Ting Wen (56.91) · Amanda Lim (57.40) · Mylene Ong (57.13) · Lynette Lim (57.56)                                                  | 3:49.00 | Indonesia · Ressa Kania Dewi (58.06) · Kathriana Mella Gustianjani (59.02) · Raina Saumi Grahana (58.95) · Patricia Yosita Hapsari (59.25) | 3:55.28 |
| 4×200 m tiếp sức tự do   | Singapore · Quah Ting Wen (2:02.51) · Lynette Lim (2:02.79) · Amanda Lim (2:04.28) · Tao Li (2:04.41)                               | 8:13.99    | Indonesia · Raina Saumi Grahana (2:09.21) · Kathriana Mella Gustianjani (2:13.10) · Patricia Yosita Hapsari (2:14.66) · Ressa Kania Dewi (2:06.83) | 8:43.80 | Myanmar · Khant Su San Khant (2:19.37) · Moe Theint San Su (2:19.32) · K Zin Win (2:21.91) · Ei Thet Ei (2:22.94)                          | 9:23.54 |
| 4×100 m tiếp sức hỗn hợp | Singapore · Tao Li (1:03.56) · Samantha Yeo (1:12.42) · Quah Ting Wen (1:00.84) · Amanda Lim (56.20)                                | 4:13.02    | Thái Lan · Natthanan Junkrajang (1:04.77) · Chavunnooch Salubluek (1:11.98) · Supasuta Sounthornchote (1:02.05) · Benjaporn Sriphanomthorn (56.72) | 4:15.52 | Malaysia · Erika Kong (1:07.90) · Christina Loh (1:09.94) · Yap Siew Hui (1:00.84) · Khoo Cai Lin (59.09)                                  | 4:17.77 |

## Bảng huy chương
| Hạng               | Đoàn               | Vàng | Bạc | Đồng | Tổng số |
| ------------------ | ------------------ | ---- | --- | ---- | ------- |
| 1                  | Singapore          | 12   | 8   | 10   | 30      |
| 2                  | Thái Lan           | 7    | 9   | 7    | 23      |
| 3                  | Việt Nam           | 5    | 5   | 2    | 12      |
| 4                  | Indonesia          | 4    | 6   | 4    | 14      |
| 5                  | Malaysia           | 4    | 4   | 4    | 12      |
| 6                  | Philippines        | 0    | 0   | 4    | 4       |
| 7                  | Myanmar            | 0    | 0   | 1    | 1       |
| Tổng số (7 đơn vị) | Tổng số (7 đơn vị) | 32   | 32  | 32   | 96      |

## Kỷ lục đại hội

### Nam
| Nội dung                 | Ngày        | Vòng      | Vận động viên                                                                                    | Quốc tịch       | Thời gian | Kỷ lục | Ngày đại hội |
| ------------------------ | ----------- | --------- | ------------------------------------------------------------------------------------------------ | --------------- | --------- | ------ | ------------ |
| 4 x 200 m tiếp sức tự do | 12 tháng 12 | Chung kết | Joseph Schooling (1:50.86) Danny Yeo (1:50.72) Pang Sheng Jun (1:53.17) Quah Zheng Wen (1:51.92) | Singapore (SIN) | 7:26.67   | GR     | 1            |
| 100 m tự do              | 13 tháng 12 | Chung kết | Triady Fauzi Sidiq                                                                               | Indonesia (INA) | 49.99     | GR     | 2            |
| 200 m hỗn hợp cá nhân    | 13 tháng 12 | Chung kết | Joseph Schooling                                                                                 | Singapore (SIN) | 2:00.82   | GR     | 2            |
| 100 m bơi bướm           | 14 tháng 12 | Chung kết | Joseph Schooling                                                                                 | Singapore (SIN) | 52.67     | GR     | 3            |
| 4 x 100 m tiếp sức tự do | 14 tháng 12 | Chung kết | Clement Lim (50.68) Danny Yeo (50.57) Darren Lim (50.77) Joseph Schooling (49.72)                | Singapore (SIN) | 3:21.74   | GR     | 3            |

### Nữ
| Nội dung              | Ngày        | Vòng      | Vận động viên       | Quốc tịch       | Thời gian | Kỷ lục | Ngày đại hội |
| --------------------- | ----------- | --------- | ------------------- | --------------- | --------- | ------ | ------------ |
| 200 m bơi ngửa        | 12 tháng 12 | Chung kết | Nguyễn Thị Ánh Viên | Việt Nam (VIE)  | 2:14.80   | GR     | 1            |
| 400 m hỗn hợp cá nhân | 16 tháng 12 | Chung kết | Nguyễn Thị Ánh Viên | Việt Nam (VIE)  | 4:46.16   | GR     | 5            |
| 50 m tự do            | 16 tháng 12 | Chung kết | Amanda Lim          | Singapore (SIN) | 25.69     | GR     | 5            |